# Qinyang
Qinyang (en chino, 沁阳; pinyin, Qìn·Yáng; Wade-Giles, ch'in yang) es un municipio  bajo la administración directa de la Prefectura Jiaozuo en la Provincia de Henan, República Popular China.  Su área es de 594 km² y su población total para 2010 superó los 440 mil de habitantes. 

## Administración
Desde marzo de 2023, el  Municipio Qinyang se divide en 13 pueblos que se administran en 4 subdistritos,  6 poblados y 3 villas.

## Toponimia
El topónimo Qinyang [/chin-yang/] se compone de los sinogramas Qin (nombre propio) y Yang (norte) con el significado "el [río] Qin es su Yang «norte»". Muchos lugares de China, en el nombre llevan "Yang" porque están situadas al norte de un río (siguiendo las tradición del Feng shui con el Yin y yang).